# Municipio de Fair Haven
El municipio de Fair Haven (en inglés: Fair Haven Township) es un municipio ubicado en el condado de Stearns en el estado estadounidense de Minnesota. En el año 2010 tenía una población de 1507 habitantes y una densidad poblacional de 16,24 personas por km².

## Geografía
El municipio de Fair Haven se encuentra ubicado en las coordenadas 45°21′31″N 94°11′44″O / 45.35861, -94.19556. Según la Oficina del Censo de los Estados Unidos, el municipio tiene una superficie total de 92.79 km², de la cual 88,23 km² corresponden a tierra firme y (4,92 %) 4,56 km² es agua.

## Demografía
Según el censo de 2010, había 1507 personas residiendo en el municipio de Fair Haven. La densidad de población era de 16,24 hab./km². De los 1507 habitantes, el municipio de Fair Haven estaba compuesto por el 98,14 % blancos, el 0,07 % eran afroamericanos, el 0,13 % eran amerindios, el 0,07 % eran asiáticos, el 0,33 % eran de otras razas y el 1,26 % eran de una mezcla de razas. Del total de la población el 0,6 % eran hispanos o latinos de cualquier raza.